# كارل ريشنجر
كارل ريشنجر (بالألمانية: Karl Rechinger)‏ (و. 1867 – 1952 م) هو عالم نبات، ومستكشف من الإمبراطورية النمساوية المجرية، والنمسا، ولد في فيينا، توفي في فيينا، عن عمر يناهز 85 عاماً.